# Lee Evans (athlétisme)
Pour les articles homonymes, voir Lee Evans et Evans.
Lee Edward Evans, né le 25 février 1947 à Madera en Californie et mort le 19 mai 2021 à Lagos au Nigeria, est un athlète américain spécialiste des épreuves de sprint. Il remporte deux médailles d’or aux Jeux olympiques d'été de 1968 à Mexico où il est le premier à établir un record du monde sur 400 mètres en moins de 44 secondes (43 s 86), lequel tiendra durant vingt ans. Cette finale donne lieu à un triplé américain avec Larry James et Ron Freeman ; les trois athlètes noirs montent sur le podium coiffés du béret des Black Panthers et en levant le poing, sous les yeux de millions de téléspectateurs, au lendemain de la même action dénonçant la condition des afro-américains dans leur pays réalisée sur le podium du 200 m par Tommie Smith et John Carlos.  

## Biographie
Il est le premier homme à faire moins de 44 secondes sur 400 mètres (43 s 86/100 en 1968) et moins de 3 minutes au 4 × 400 m (2 min 59 s 6/10 en 1966).
En effet, le 18 octobre 1968 à Mexico, lors des Jeux olympiques d'été de 1968, il s'impose en finale du 400 m en 43 s 86/100, devenant de fait le premier athlète sous les 44 secondes. Ce record ne sera battu que vingt ans plus tard par Harry Butch Reynolds à Zurich le 17 août 1988 (43 s 29). Il établit aussi celui  du 4 × 400 m avec Vince Matthews, Ron Freeman et Larry James (2 min 56 s 16/100), qui ne sera amélioré par l'équipe américaine qu'aux Jeux Olympiques de Barcelone en 1992 (2 min 55 s 74).
Evans, James et Freeman réalisent un triplé pour les États-Unis sur 400 m dans le stade olympique de Mexico, ce 18 octobre 1968 et montent sur le podium coiffés du béret des Black Panthers en levant le poing, à l'image de Tommie Smith et John Carlos, respectivement premier et troisième du 200 mètres, têtes et pieds nus, poings gantés levés au moment des hymnes... la veille.
Ces gestes symboliques dénonçant la condition des noirs aux États-Unis font le tour du monde. La particularité étant que là où Smith et Carlos sont vilipendés et exclus du village olympique, Evans, James et Freeman peuvent rester dans l'équipe américaine afin de disputer et gagner le relais 4 × 400 m,.
Ces actions jugées scandaleuses à l'époque, et qui ont valu mille tracas à leurs auteurs par la suite, sont devenues mythiques pour leur portée universelle et suscitent aujourd'hui l'admiration, . Après sa carrière, au début des années 1970, il décide de quitter les États-Unis qu'il juge ségrégationnistes, et part s'installer en Afrique et plus précisément au Nigeria d'où sont issus ses lointains ancêtres. Il devient entraîneur du relais 4 x 400 m nigérian qui remporte une médaille de bronze aux Jeux de Los Angeles en 1984. « Je suis parti en Afrique car là-bas personne ne me voulait de mal », dira-t-il. Il officie comme entraîneur dans de nombreux pays avant de revenir dans son pays à l'orée des années 2000 pour devenir coach à l'Université de Washington. Reparti au Nigéria, il meurt à l'âge de 74 ans dans un hôpital de Lagos après avoir été victime d'un AVC

## Palmarès

### International
| Date | Compétition        | Lieu     | Résultat | Épreuve   |
| ---- | ------------------ | -------- | -------- | --------- |
| 1967 | Jeux panaméricains | Winnipeg | 1er      | 400 m     |
| 1967 | Jeux panaméricains | Winnipeg | 1er      | 4 × 400 m |
| 1968 | Jeux olympiques    | Mexico   | 1er      | 400 m     |
| 1968 | Jeux olympiques    | Mexico   | 1er      | 4 × 400 m |

### National
- Championnats des États-Unis :
  - 400 m : vainqueur en 1966, 1967, 1968 et 1969

## Records
| Épreuve          | Performance        | Lieu            | Date   |
| ---------------- | ------------------ | --------------- | ------ |
| 400 m            | 43 s 86 (RM)       | 18 octobre 1968 | Mexico |
| Relais 4 × 400 m | 2 min 56 s 16 (RM) | 20 octobre 1968 | Mexico |